# Ufficio municipale dei trasporti di Kyoto
L'Ufficio municipale dei trasporti di Kyoto (京都市交通局?, Kyoto-shi Kōtsūkyoku) è un'agenzia del governo della città di Kyoto. Gestisce metropolitane e autobus di linea, in passato gestiva anche tram (tram della città di Kyoto) e filobus.

## Storia
Viene fondato nel 1921 come Ufficio del tram elettrico della città di Kyoto (京都市電気軌道事務所?, Miyakoshi denki kidō jimusho). Il 1º luglio 1918 la città di Kyoto acquisisce la ferrovia elettrica di Kyoto. Il 7 luglio 1920 viene riorganizzato come Dipartimento dell'Elettricità della città di Kyoto e il 15 aprile 1924 diventa Kyoto City Electricity Bureau. Il 10 maggio 1928 inizia il servizio di autobus urbani e il 1º aprile 1932 quello dei filobus. Il 17 dicembre 1947 viene rinominato Ufficio municipale dei trasporti di Kyoto. Il 1º ottobre 1969 cessa il servizio dei filobus e il 1º ottobre 1978 quello dei tram. Il 29 maggio 1981 viene aperta la linea Karasuma della metropolitana, mentre il 12 ottobre 1997 viene aperta la linea Tōzai.

## Trasporti

### Metropolitana
La metropolitana di Kyoto gestisce due linee:
- Linea Karasuma
- Linea Tōzai

### Autobus
Gli autobus urbani di Kyoto (京都市バス?, Kyōto Shi-basu) sono uno dei principali mezzi di trasporto pubblico di Kyoto. Gli autobus sono in funzione dal 1928.